# Broussyliv
Broussyliv (en ukrainien : Брусилів) ou Broussilov (en russe : Брусилов ; en polonais : Brusiłów) est une commune urbaine de l'oblast de Jytomyr, en Ukraine, et le centre administratif du raïon de Broussyliv. Sa population s'élevait à 7 000 habitants en 2023.

## Géographie
Broussyliv est arrosée par la rivière Zdvyj (Здвиж), un affluent de la Teteriv. Elle se trouve à 61 km à l'est de Jytomyr et à 76 km à l'ouest de Kiev.

## Histoire
Broussyliv a été fondée en 1543. Elle reçut l'autonomie urbaine — droit de Magdebourg — en 1585. Elle a le statut de commune urbaine depuis 1979.

## Population
Recensements (*) ou estimations de la population :
| 1923* | 1926* | 1959* | 1989* | 2001* | 2011  |
| ----- | ----- | ----- | ----- | ----- | ----- |
| 3 201 | 5 106 | 4 249 | 3 257 | 5 444 | 5 046 |

| 2012  | 2013  | 2014  | 2015  | 2016  | 2017  |
| ----- | ----- | ----- | ----- | ----- | ----- |
| 4 993 | 4 958 | 4 931 | 4 941 | 4 933 | 4 939 |

| 2021  | - | - | - | - | - |
| ----- | - | - | - | - | - |
| 4 707 | - | - | - | - | - |

## Transports
Broussyliv se trouve à 56 km de Jytomyr par le train et à 78 km par la route. La gare ferroviaire de Skotchychtche, sur la ligne Fastiv – Jytomyr, est la plus proche ; elle est située à 29 km au sud-ouest de Broussyliv.